# Stefano Nosei
Stefano Nosei (La Spezia, 22 gennaio 1956) è un cabarettista e musicista italiano che ha esordito come cantautore nel 1978.

## Biografia
Il primo disco pubblicato è il 45 giri Non è facile/Lo zampino, che contiene due canzoni in stile cantautore, incise per la casa discografica Demara.
Ha collaborato con numerosi artisti, tra cui Rocco Tanica, Dario Vergassola,  Paolo Fresu, Osvaldo Cavandoli e pubblicato libri e album musicali.
È noto al grande pubblico soprattutto per le sue reinterpretazioni parodistiche di grandi successi della musica leggera italiana, che esegue accompagnandosi con la chitarra acustica (ad esempio Mi ricordo lasagne verdi, che ha dato il titolo ad un'opera multimediale edita nel 1993 dalla rivista Comix).
Nel 1994 pubblica il secondo suo CD Morissi Marilù per Aspirine/BMG con la collaborazione degli Elio e le Storie Tese.
Negli anni ottanta debutta in RAI in programmi di prima serata: Carnevale con Edwige Fenech e Gianfranco Jannuzzo su Rai 1, Club 92 con Gigi Proietti su Rai 2. Su Rai 3 con Alba Parietti nel varietà La piscina.
Alla fine degli anni ottanta partecipa al programma  Telemeno con il personaggio del Dottor SPOT, in onda sull'emittente privata Odeon TV, trasmissione che ha fatto da trampolino di lancio per cabarettisti come Giobbe Covatta, Enzo Iacchetti, La Carovana, Vito, Francesco Paolantoni e Stefano Sarcinelli.
Dal 1992 ha frequentato per anni il salotto televisivo di Maurizio Costanzo.
Più di recente è stato nel cast di Bulldozer nel 2004  e nel 2007 nel programma di Canale 5 Zelig.
Tra i diversi spettacoli teatrali: Il Cantafuori, Bagnino, Mi Ricordo Lasagne Verdi, Bimbi Belli (con Dario Vergassola), Dolci Vizi al Foro (regia di Saverio Marconi) con Gennaro Cannavacciuolo, Danze & Pietanze, I figli del Dottor Jekyll (con i Gemelli Ruggeri per la regia di Massimo Martelli), Il cantatore calvo, Giù la maschera (con Sonia Peana, regia di Stefano Sarcinelli), La Strana Storia del Sig. Mario...un testo di Roberto Alinghieri (nel quale ha musicato alcune poesie di Gianni Rodari), Rime a Sanremo, Canzoni in Corso.
Nel 1999 pubblica per Comix il libro Giù la Maschera testo dello spettacolo sulle canzoni di James Taylor
Nel 2010 è protagonista con Flavio Oreglio e Giangilberto Monti nel recital sulla canzone comica Comicanti.
Nel 2011 debutta Roots, uno spettacolo-concerto tra musica e cabaret insieme al chitarrista Giuliano Guerrini, sull'epoca cantautorale americana degli anni settanta.
È conosciuto tra i tifosi della Fortitudo Pallacanestro Bologna, squadra per la quale ha anche composto e interpretato l'inno con Gaetano Curreri e Franz Campi.
Presta la sua voce al personaggio animato Cuocarina dell'omonima serie prodotta dalla Rai. Negli episodi Cuocarina spiega, cantando in rima, una ricetta della tradizione culinaria italiana.
Da settembre 2013 è nel cast di Colorado.
Il 31 maggio 2014 debutta all'Acoustic Guitar Meeting di Sarzana con Lovin' James un concerto sulle canzoni di James Taylor insieme al chitarrista genovese Andrea Maddalone.
Nel giugno del 2015 con Andrea Maddalone produce l'album Lovin' James  per l'etichetta Fingerpicking.net dove insieme a Rocco Tanica, Paolo Fresu, Faso e altri musicisti reinterpreta alla maniera di James Taylor successi più o meno probabili degli ultimi quarant'anni.
Nel 2021 partecipa alla seconda edizione di The Voice Senior.

## Discografia parziale

### 45 giri
- 1978: Non è facile/Lo zampino (Demara, 0947)

### Album
- 1993: Mi ricordo lasagne verdi  (Aspirine/Comix)
- 1994: Morissi Marilù (Aspirine/BMG)
- 2015: Lovin' James (con Andrea Maddalone)